# ピート・レヴィン
ピート・レヴィン（Pete Levin、1942年12月20日 - ）は、アメリカのジャズ・キーボーディスト、作曲家、音楽プロデューサーである。

## 略歴
ピート・レヴィンはマサチューセッツ州ブルックリンで育った。10代の頃の最初に携わった楽器はフレンチホルンであった。彼はボストン大学で学び、ニューヨークのジュリアード音楽院で修士号を取得した。レヴィンは、軍隊に勤務している間、1960年代後半に仲間のミュージシャンによってハモンドオルガンを紹介された。1970年代初頭、フレンチホルン奏者としてギル・エヴァンス・オーケストラに加入した。当時、レヴィンはシンセサイザーの演奏を試していた。エヴァンスはレヴィンのシンセサイザーのサウンドを作曲に取り入れ、彼の役割はフルタイムのキーボード奏者へと変わっていった。ギル・エヴァンス・オーケストラとの15年間の関係に続いて、ジミー・ジュフリーとの8年間の関係が続いた。
レヴィンはピアノ、ハモンドオルガン、クラビネット、モーグ・シンセサイザーを演奏する。2007年の『Deacon Blues』や2010年の『Jump!』など、バンドリーダーとしていくつかのアルバムをプロデュースしている。彼は2014年に、彼の弟であるベーシストのトニー・レヴィンとのコラボレーション・アルバム『Levin Brothers』をリリースした。このアルバムは、オスカー・ペティフォードとジュリアス・ワトキンスへのオマージュとなっている。
レヴィンは、『Missing in Action』、『Lean on Me』、『死霊の牙』、『レッド・スコルピオン』、『ハスラー2』、『マニアック』、『スピン・シティ』、『America's Most Wanted』、『スタートレック』などの映画やテレビ・ドラマのスコアに参加している。彼は『Zelimo』と『ディブック』という舞台のために彼自身のオーケストラ・スコアを作曲した。米国歩兵の歌を軍楽隊向けにアレンジしたために、陸軍表彰メダルを授与された。
彼は、カーラ・ブレイ、ブルーベック・ブラザーズ、ハイラム・ブロック、ジミー・コブ、ビリー・コブハム、ウィリー・コロン、カル・デイヴィッド、マイルス・デイヴィス、ラシェル・フェレル、ブライアン・フェリー、グレゴリー・ハインズ、ザ・サッド・ジョーンズ/メル・ルイス・オーケストラ、アニー・レノックス、チャック・マンジョーネ、チャールズ・ミンガス、ジェリー・マリガン、ジャコ・パストリアス、ジェニア・レイヴァン、ロビー・ロバートソン、ソルト・ン・ペパ、デイヴィッド・サンボーン、ジョン・スコフィールド、ウェイン・ショーター、ポール・サイモン、ルー・ソロフ、ジョン・トロペイ、ジョー・ルイス・ウォーカー、ヴァネッサ・ウィリアムズ、レニー・ホワイトといったミュージシャンと演奏を行っている。
自身の創造的な仕事に関して、レヴィンは「私のアレンジとオーケストレーションの仕事はすべて、ライブ・パフォーマンスで経験したことに基づいています…私の最高で最もクリエイティブなアイデアは、ライブ演奏から生まれます」と述べている。

## ディスコグラフィ
AllMusicから抜粋。

### リーダー・アルバム
- The New Age of Christmas (1989年、Atlantic) ※with ダニー・ゴットリーブ
- 『マスターズ イン ジス ホール (ニューエイジクリスマストゥー)』 Masters in this Hall (1990年、Levin Productions) ※with ダニー・ゴットリーブ
- 『パーティ・イン・ザ・ベースメント』 - Party in the Basement (1990年、Gramavision)
- 『ア・ソリタリー・マン』 - A Solitary Man (1991年、Gramavision)
- Music for the Dybbuk (1974/1996年、Peter Levin Music)
- Harmony (1998年、Alternate Mode)
- Crystals (2000年、Alternate Mode)
- Meditations (2001年、Alternate Mode) ※with アリ・ライアソン
- Zelimo (2001年、PLM)
- Rhythm of the Spirit (2002年、Alternate Mode)
- Deacon Blues (2007年、Motéma)
- Certified Organic (2008年、PLM)
- Live in Foggia: Pete Levin Trio (2009年、PLM)
- Jump! (2010年、Independent)
- IridiumLive 008: 4-18-2012 (2013年、E1/Iridium Live)
- Levin Brothers (2014年、Lazy Bones) ※with トニー・レヴィン
- Möbius (2017年、IYOUWE)

### 参加アルバム
マーク・ブラック
- Pictures of the Highway (2010年、Suma)
- Live at the Bearsville Theater (2015年、Independent)
- Sing for the Silenced (2015年、Independent)

ジェイ・チャタウェイ
- Maniac (1980年、Southeast)
- Invasion USA (1985年、Varese Saraband)
- Maniac Cop (1988年、Varese Saraband)
- Red Scorpion (1989年、Varese Saraband)
- Maniac Cop 2 (2014年、Independent)

ジョン・クラーク
- I Will (1997年、Postcards)
- The Odd Couple Quintet (2015年、Composers Concordance)

ビル・コミュー
- Some Beautiful Day (1972年、Avant Garde)
- Grizzly Bear Hunt (1973年、Poison Ring)

ギル・エヴァンス
- 『ブルース・イン・オービット』 - Blues in Orbit (1971年、Enja)
- 『スヴェンガリ』 - Svengali (1973年、Atlantic)
- 『モントルーのギル・エヴァンス』 - Live at Montreux (1974年、Phillips)
- 『プレイズ・ジミ・ヘンドリックス』 - The Gil Evans Orchestra Plays the Music of Jimi Hendrix (1974年、RCA)
- 『時の歩廊』 - There Comes a Time (1975年、RCA)
- 『トーキョー・コンサート1976』 - The Tokyo Concert (1976年、West Wind)
- Live in Barcelona (1976年、Atlantic)
- Priestess (1977年、Atlantic)
- 『パラボラ』 - Parabola (1979年、Horo)
- Gil Evans Live at the Royal Festival Hall London 1978 (1979年、RCA)
- 『ギル・エヴァンス・ライヴ・アット・ザ・パブリック・シアター：ニューヨーク 1980 Vol. 1』 - Live at the Public Theater (New York 1980) (1981年、Trio)
- 『月食』 - Lunar Eclipse (1981年、New Tone)
- 『ライブ・アット・スイート・ベイジル』 - Live at Sweet Basil (1986年、Gramavision)
- 『ライブ・アット・スイート・ベイジル Vol.2』 - Live at Sweet Basil Vol. 2 (1987年、Gramavision)
- 『バド・アンド・バード』 - Bud and Bird (1987年、Electric Bird/King)
- 『ザ・ハニー・マン』 -  The Honey Man (1986年、New Tone)
- 『フェアウェル』 -  Farewell (1992年、Evidence) ※1986年録音
- Live at Umbria Jazz (2000年、Umbria Jazz)

ラシェル・フェレル
- First Instrument (1990年、Blue Note)
- Somethin' Else (1997年、Independent)

ジミー・ジュフリー
- Dragonfly (1983年、Soul Note)
- Quasar (1985年、Soul Note)
- Liquid Dancers (1991年、Soul Note)

リッチー・ハート
- Blues in the Alley (2003年、Zoho)
- Greasy Street (2005年、Zoho)

トニー・レヴィン
- Waters of Eden (2000年、Narada)
- Resonator (2006年、Narada)

エイミー・ロジェル
- Come to the Playground (2000年)
- Miles of Smiles (2007年)

ラファエル・ラッド
- Joyfest (1993年)
- The Awakening Chronicles (1996年、Wedge Music)

ジョン・スコフィールド
- 『エレクトリック・アウトレット』 - Electric Outlet (1984年、Gramavision)
- Slow Sco (1990年、Gramavision)

ルー・ソロフ
- Hanalei Bay (1983年、King)
- 『マイ・ロマンス』 - My Romance (1988年、King)
- Little Wing (1991年、Sweet Basil)

マイケル・ヴィーチ
- Heartlander (2006年)
- Painted Heart (2007年)
- The Veitch Boys (2015年)

ルー・ヴォルペ
- Can You Hear That (2003年、Cap)
- Undercovers (2006年、Jazz Guitar)

レニー・ホワイト
- Present Tense (1994年、Hip Bop)
- Renderers of Spirit (1997年、Hip Bop Essence)
- Edge (1998年、Hip Bop)